# Monberg (Monheim am Rhein)

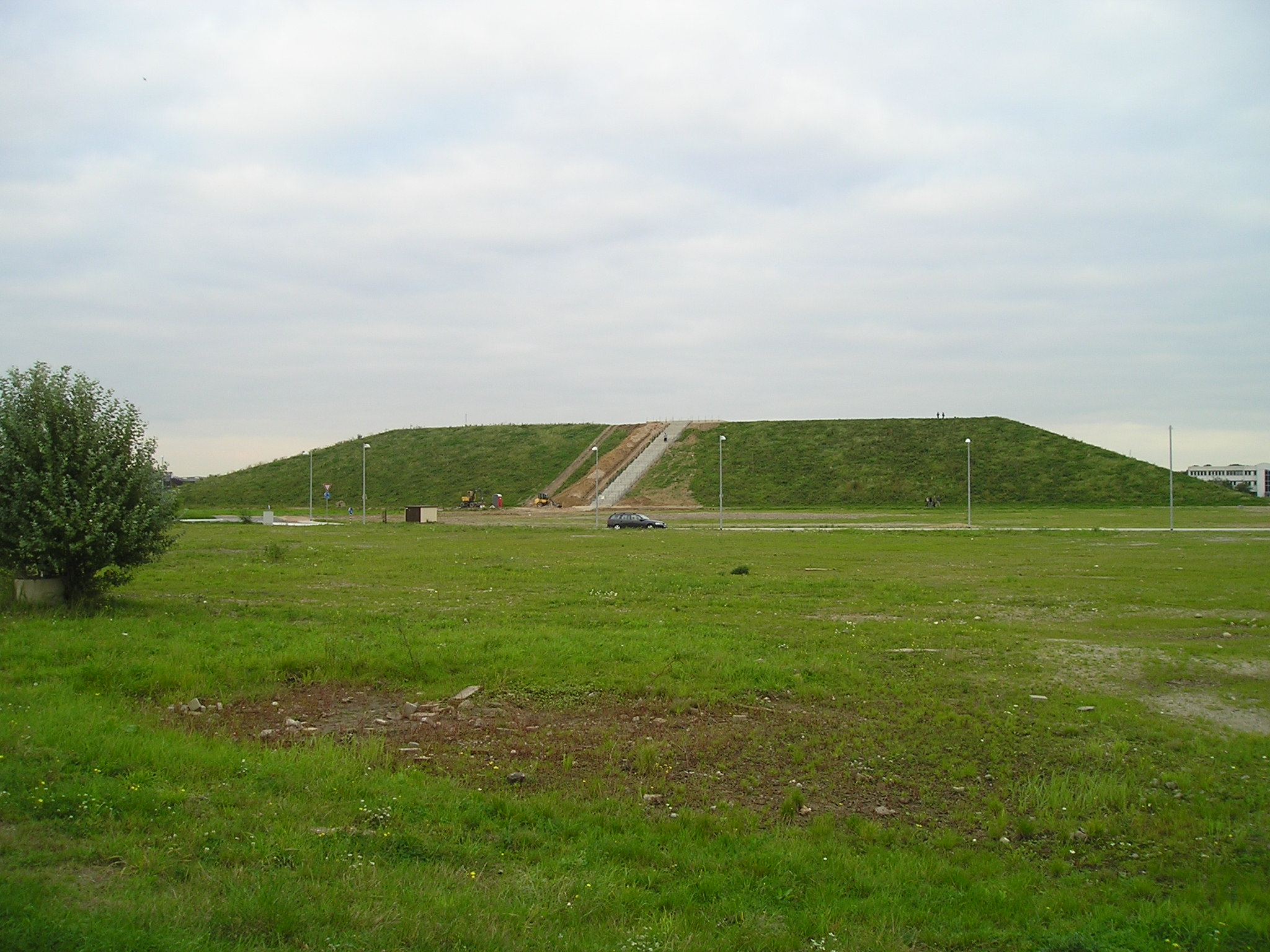
September 2007

Der Monberg ist eine künstliche Anhöhe inmitten des Gewerbegebiets von Monheim am Rhein östlich der Rheinpromenade. Es handelt sich um eine etwa 25 Meter hohe begrünte Altlastendeponie. Sie ist zugleich die höchste Erhebung in Monheim.
Bei der Sanierung des ehemaligen Geländes der während des Ersten Weltkrieges gebauten und Ende 1987 stillgelegten Raffinerie des Unternehmens Royal Dutch Shell wurden von 2003 bis 2004 Bauschutt, Böden mit hohem Mineralölkohlenwasserstoffgehalt und die Bodenmassen der Filtererde-Deponie in einem Sicherungsbauwerk eingekapselt, das den heutigen Monberg in Form eines Pyramidenstumpfes bildet.
2007 wurde eine Aussichtsplattform auf der Halde eröffnet, die über eine Treppe mit 164 Stufen erreichbar ist. Auf der Halde befindet sich seit 2007 eine Event-Gastronomie privater Investoren.
Zur Gastronomie führt außer der Treppe und der Zufahrt an der nordwestlichen Kante der Böschung ein 70.000 Euro teurer Treppenlifter, der für die Beförderung einer Person fünf Minuten benötigt und außerdem anfällig für Störungen und Vandalismus ist.
Im Jahr 2016 war eine 1,2 Mio. Euro teure Fußgängerbrücke zum Monberg im Gespräch.
Nachdem sich die geplanten Baukosten auf 1,9 Mio. Euro erhöht hatten, wurde der Bau der Zweigbrücke 2018 im Rat mehrheitlich abgelehnt.
Monheims Bürgermeister Daniel Zimmermann plant 2019 für einen verbesserten barrierefreien Zugang zum Berg einen Schrägaufzug für 14 Personen für 1,5 Millionen Euro Baukosten und Betriebskosten von 45.000 Euro pro Jahr. Im Stadtrat schlug die Fraktion der Grünen vor, den Pächter an den Kosten zu beteiligen, und die SPD-Fraktion möchte die Halde abtragen lassen, um mehr Platz für das Gewerbegebiet zu schaffen.